# Am Scheidebach
Das Naturschutzgebiet Am Scheidebach liegt im Vogtlandkreis in Sachsen. Es erstreckt sich südwestlich von Schönberg, einem Ortsteil der Gemeinde Bad Brambach, entlang des Scheidebaches (tschechisch: Sázek), eines linken Zuflusses der Eger. Am nordöstlichen Rand des Gebietes verläuft die B 92 und am westlichen und südlichen Rand die Staatsgrenze zu Tschechien.

## Bedeutung
Das 80,69 ha große Gebiet mit der NSG-Nr. C 104 wurde im Jahr 2018 unter Naturschutz gestellt.